# Pablo Ibarburu
Pablo Ibarburu Blanco (San Sebastián, 1 de agosto de 1989) es un humorista, guionista y presentador español de radio y televisión. Es conocido por su participación como colaborador en el programa de La revuelta.

## Trayectoria
Nacido en San Sebastián en 1989, estudió Comunicación Audiovisual en la Universidad del País Vasco. Una vez graduado, se mudó a Nueva York, donde realizó un máster. Durante su estancia en Estados Unidos, trabajó como monologuista en diversas salas de comedia, especialmente en la modalidad de stand-up.
Años más tarde regresa a España, y en 2018 entra como colaborador en LocoMundo, programa emitido por Movistar+ y presentado, desde su llegada, por Quequé. En 2019, La resistencia, emitido por la misma cadena y presentado por David Broncano, lo incluye en su elenco de colaboradores fijos. Paralelamente, Ibarburu ha trabajado también con una sección semanal en El intermedio, emitido por La Sexta y presentado por El Gran Wyoming. Actualmente, es colaborador en La revuelta, emitido en La 1 de Televisión Española. Ha trabajado, además, como guionista para Los viernes al show (Antena 3), Youtubers (Comedy Central) y para Yu no te pierdas nada (Europa FM), entre otros.

## Televisión

### Programas de televisión
| Año           | Título                | Cadena         | Notas                  |
| ------------- | --------------------- | -------------- | ---------------------- |
| 2014          | Los viernes al show   | Antena 3       | Guionista              |
| 2018          | Gente viva            | Playz          | Guionista y actor      |
| 2018-2019     | LocoMundo             | #0 (Movistar+) | Colaborador            |
| 2019-2020     | Yu no te pierdas nada | Europa FM      | Copresentador          |
| 2019-2021     | El intermedio         | La Sexta       | Colaborador            |
| 2019-2024     | La resistencia        | Movistar Plus+ | Colaborador            |
| 2018-2021     | Ilustres ignorantes   | Movistar Plus+ | Invitado (4 programas) |
| 2023          | Akelarre              | EITB           | Colaborador            |
| 2024-presente | La revuelta           | La 1           | Colaborador            |

### Series de televisión
| Año  | Título               | Personaje           |
| ---- | -------------------- | ------------------- |
| 2014 | El fin de la comedia |                     |
| 2020 | Válidas              | Primo de Victoria   |
| 2023 | Pobre diablo         | Marlon Brando (voz) |

## Teatro

### Monólogo
- ¿Quién está peor?, con Valeria Ros
- Summertime, con Iggy Rubin
- Eternamente tuyos, con Sergio Bezos
- La hora de Pablo Ibarburu
- Chico Glamour